# Marina Rajčić
Marina Rajčić, född Vukčević den 24 augusti 1993 i Podgorica i dåvarande FR Jugoslavien, är en montenegrinsk handbollsmålvakt.

## Klubblagskarriär
Rajčić började säsongen 2009-2010 spela för klubben ŽRK Budućnost. Med Budućnost vann hon  cupvinnarcupen i handboll 2010, och EHF Champions League 2012 och 2015 och mästerskapet och cupen i Mpntenegro 2010, 2011, 2012, 2013, 2014, 2015 och 2019. Från säsongen 2015-2016 hade hon kontrakt med den franska klubben Metz Handball.  Med Metz vann hon det franska mästerskapet 2016, 2017 och 2018 samt franska cupen 2017. Sommaren 2018 återvände hon till ŽRK Budućnost Podgorica.  Med Budućnost vann hon mästerskapet och cupen 2019. Säsongen 2020/21gjorde hon ett uppehåll. Rajčić gick sedan med i den turkiska klubben Kastamonu GSK, med vilken hon vann både det turkiska mästerskapet och den turkiska cupen 2022.  Sedan sommaren 2022 har hon haft kontrakt med den ungerska klubben Siófok KC.

## Landslagskarriär
Rajčić vann en bronsmedalj vid U20-VM 2010.  Hon har sedan spelat för Montenegros damlandslag i handboll. Hon representerade Montenegro vid världsmästerskapet i handboll för damer 2011. Sommaren i samband med de olympiska handbollstävlingarna 2012 i London deltog Rajčić med Montenegro, och vann OS-silver i damernas turnering . Samma år vann hon den europeiska titeln med Montenegro vid europamästerskapet i handboll för damer 2012. Hon deltog också i OS 2016 i Rio de Janeiro, vid EM 2016, VM 2017, EM 2018 och OS 2020 i Tokyo. Vid EM 2022 vann hon en  bronsmedalj med Montenegro.  Under turneringen räddade Rajčić 26,8% av motståndarlagets skott.

## Individuella utmärkelser
- Målvakt i All-Star-Team vid U-20 VM 2010